# حمله به یواس‌ان‌اس کارت
حمله به یواس‌ان‌اس کارت از حملات ویت‌کنگها طی جنگ ویتنام محسوب می‌شود که در دوم می ۱۹۶۴ در سایگون انجام شد. در بامداد این روز تکاوران واحد ۶۵ نیروی مخصوص ویتنام ([Đội Biệt động 65] Error: {{Lang}}: متن دارای نشانه‌گذاری ایتالیک است (راهنما)) از محل دفع پسآب خارج شده و مواد منفجره را به بدنه کشتی متصل کردند. با انفجار آن ناو آمریکایی ۴۸ فوت (۱۵ متر) در آب فرورفت و پنج کارمند غیرنظامی آمریکایی کشته شدند. کشتی ۱۷ روز بعد مجدداً شناور و به فیلیپین یدک کشیده شد تا تعمیر شود.

## پیش‌زمینه

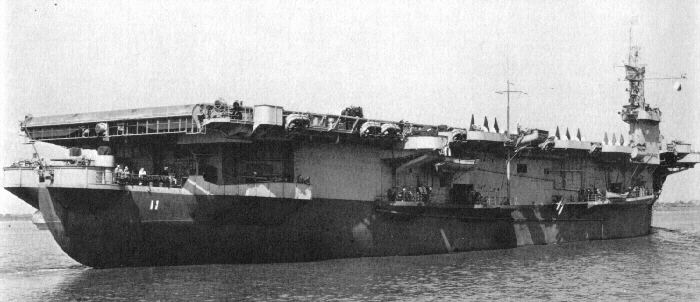
مرتبط

یواس‌ان‌اس کارت از کلاس ناوهای هواپیمابر اسکورت بوگ (به انگلیسی: Bogue-class escort carrier) بود. ناوهای هواپیمابر اسکورت، نسبت به ناوهای هواپیمابر اصلی ناوگان (به انگلیسی: Fleet carrier)، کوچکتر و کندتر هستند اما بعلت ساده‌تر بودن به راحتی و به سرعت ساخته می‌شوند. ساخت کارت در ۲۷ اکتبر ۱۹۴۱ به اتمام رسید که قرار بود به عنوان کشتی باری وارد ناوگان شود، اما با تغییر کاربری آن را به عنوان ACV-11 طبقه‌بندی نمودند و آن را به عنوان ناوهواپیمابر اسکورت با ظرفیت ۹۸۰۰ تن تامگذاری نمودند. در ۱۵ ژوئیه ۱۹۴۳ آن را دوباره طبقه‌بندی نموده و با کد CVE-11 به عنوان ناو پرچمدار ناوگروه ۲۱٬۱۴ (TG 21.14) برگزیدند که وظیفه‌اش یافتن و نابود نمودن زیردریایی‌های آلمانی در شمال اقیانوس آتلانتیک بود. طی ژوئیه و نوامبر، ناوهواپیمابر کارت ناوگروه TG 21.14، پنج زیردریایی آلمانی را غرق کردند. در یازدهم نوامبر ۱۹۴۳، کارت و ناوشکن‌های همراهش به عنوان اولین هواپیمابر اسکورتی که این مدال را گرفت، نشان مخصوص ریاست جمهوری را برای نقش‌شان در ناوگروه ۲۱٬۱۴ دریافت کردند. تا پایان جنگ جهانی دوم، کارت و هواپیماهایش جمعاً یازده زیردریایی آلمانی را نابود کردند که باعث شد دومین ناو موفق از کلاس خودش در این وظیفه باشد.
بعد از ۱۹۴۵، کارت از رده خارج و به مدت کوتاهی بازنشسته و به ناوگان ذخیره آتلانتیک منتقل گشت. در ۱۶ می ۱۹۵۸، کارت دوباره به خدمت بازگشت و در تشکیلات نقل و انتقالات دریایی زیر نظر نیروی دریایی آمریکا مشغول بکار شد. کارکنان کشتی غیرنظامی بودند و به همین علت پیشوند "USNS" (کشتی ناوگان ایالات متحده) را بجای "USS" (ناو ایالات متحده) برای آن انتخاب کردند.با تشدید جنگ ویتنام، دولت آمریکا پشتیبانی نظامی از ویتنام جنوبی ضد ویت‌کنگ‌ها را سرلوحه عمل خود قرار داد و در ۱۵ دسامبر سال ۱۹۶۱، کشتی کارت ساحل آمریکا را با محموله‌ای از بالگردهای اچ ۲۱ و سربازان آمریکایی عازم ویتنام ترک نمود. در فلیپین، محموله به ناو پرینستون که به ویتنام رفت منتقل شد.
از سال ۱۹۶۱ به بعد، کارت و یواس‌ان‌اس کور به صورت منظم در سایگون پهلو می‌گرفتند تا محموله توپخانه سنگین، نفربرهای ام۱۱۳، هواپیما، بالگرد و مهمات برای دولت ویتنام جنوبی ببرند. بندر سایگون بین کانالهای تِه و بِن‌نِگه قرار داشت و از یک سو تا سوی دیگر حدود ۷۰۰ متر درازا داشت.
ارتش ویتنام جنوبی برای تسهیل ورود کارت و کشتی‌های دیگر آمریکایی به سایگون، شناورهای گشتی نیروی دریایی را در اطراف بندر بکار می‌گرفت و ساحل بندر توسط یک گردان از سربازان زبده هوابرد حفاظت می‌شد که ("ARVN") نامیده می‌شدند. خود تأسیسات بندر به صورت شبانه‌روزی توسط پلیس ویتنام جنوبی حفاظت می‌شد و مأمورین لباس‌شخصی ویتنام جنوبی در طول رودخانه توتییم (به انگلیسی: Thu Thiem) فعالیت می‌کردند تا جلوی فعالیت ویت‌کنگ‌ها را بگیرند. باوجود همه تلاشی که دولت ویتنام جنوبی برای دفاع از کشتی‌های آمریکایی می‌کرد، ترن‌های‌فونگ (به انگلیسی: Tran Hai Phung)، فرمانده ویت‌کنگ‌های سایگون دستور حمله واحد ۶۵ ام نیروی ویژه را به ناو کارت صادر نمود.

## غرق کردن یواس‌ان‌اس کارت

### تلاش نافرجام در غرق کردن یواس‌ان‌اس کور
به‌رغم بیشترین تلاش ارتش و پلیس ویتنام جنوبی برای جلوگیری از فعالیت ویت‌کنگ‌ها در رودخانه توتییم، ویت‌کنگ‌ها در این ناحیه فعال بودند و فعالیت‌های نظامی آمریکایی‌ها در بندر تحت نظر داشتند. لام‌سون‌نائو (به انگلیسی: Lam Son Nao)، تکاور گروه ۶۵ام، به صورت همزمان کارگر بندر هم بود.نائو از موقعیتش در بندر برای شناسایی ناوهواپیمابر و پیدا کردن بهترین راه برای خرابکاری در کشتی و محموله نظامی آن، بهره می‌برد. پدر نائو پیش از این به عنوان دستفروش در بندر کارکرده بود و تمام تونل‌های فاضلاب زیرزمینی بندر را می‌شناخت. او به نائو پیشنهاد کرد که بهترین راه برای ورود به ناحیه ناوهای آمریکایی، تونل فاضلاب روبروی رودخانه توتییم است.
نائو، یکبار که در رودخانه سایگون خودش را می‌شست، تصمیم گرفت که تونل فاضلابی را که پدرش می‌گفت بررسی کند. نتیجه این شد که این راه بهترین طریق دسترسی به ناحیه آمریکایی‌ها است، اما دشواریهای خاص خودش را هم دارد. تونل فاضلاب هم حاوی مدفوع و هم حاوی ترکیبات نفتی سمی بود که ممکن بود باعث کوری شوند، بنابراین نائو و افرادش مجبور بودند چشم‌های خود را ببندند تا کور نشوند.افزون بر این، نائو و افرادش مجبور بودند پس از هر بار گذر از تونل، بدن خود را بشورند تا بوی شدید باعث لو رفتن و شاید دستگیری آنان نشود. پس از شناسایی تونل‌هایی که به بندر منتهی می‌شدند، نائو تصمیم گرفت که برای غرق کردن کشتی از مواد منفجره تقویت شده‌استفاده کند و برای اینکه افراد مجال فرار داشته باشند، از ثانیه‌شمار استفاده کند. فرمانده‌های نائو نقشه را تأیید کردند و دستور دادند حمله پیش از بامداد انجام شود تا افراد غیرنظامی ویتنامی آسیب نبینند.
نائو به سایگون بازگشت تا مواد اولیه مورد نیاز برای حمله را فراهم کند که شامل مواد منفجره سی۴، TNT، سیم، باتری و ماشه‌های انفجاری می‌شد. نائو همچنین تکاورهای تازه‌ای بنام‌های نگوئین‌فوهونگ و نگوئین‌وان‌چای برای عملیات تربیت کرد. برای اطمینان از پیشرفت درست عملیات، ارتفاع، پهنا و طول کانال فاضلاب را اندازه گرفت تا اجزای بمب را به اندازه درست بسازد و حمل آن در تونل امکانپذیر باشد.تا انتهای ۱۹۶۳، نائو اخباری دریافت کرد مبنی بر آنکه کارت با محموله دیگری از نفربر، توپخانه و هواپیما به بندر سایگون وارد شده‌است. بعداً معلوم شد که این ناو، ناو هواپیمابر خواهر کارت، یعنی یواس‌ان‌اس کور بوده‌است. در عصر ۲۹ دسامبر ۱۹۶۳، نائو و چای بمب ۸۰ کیلوگرمی را از تونل فاضلاب منتقل کردند و به بدنه ناو کور چسباندند؛ ثانیه‌شمار را تنظیم نمودند و به داخل کانال فاضلاب برگشتند و منتظر نتیجه ماندند.
به‌هرحال، برخلاف نقشه، بمب منفجر نشد، چونکه تاریخ مصرف باتریها بعلت ماندن در انبار گذشته بود.از ترس اینکه عملیات لو برود، تکاورها دزدکی به کنار ناو کور برگشتند و مواد منفجره را جمع‌آوری کردند. کوتاه زمانی پس از آن ناو کور و کارکنانش به سلامت بادبان از سایگون برکشیدند و به سلامت رفتند. از آن سوی، نائو شکست عملیات را به سرفرماندهی سایگون گزارش کرد. فرماندهان بجای آنکه اظهار ناامیدی کنند به تشویق نائو و افرادش پرداختند و تأکید کردند که کارت باید به هربهایی نابود شود. سرانجام در اول می ۱۹۶۴ گروه‌های شناسایی ویت‌کنگ‌ها گزارش دادند که ناو کارت از ساحل گانه‌رای(به انگلیسی: Ganh Rai) گذشته و وارد رودخانه لانگ‌تائو شده‌است.مثل همیشه، کارت در قسمت تجاری بندر پهلو گرفت تا محموله دیگری از بار و بالگردهای نظامی را تخلیه کند و محموله بازگشتی به ایالات متحده را بارگیری نماید.

### حمله موفقیت‌آمیز
با فرارسیدن خبر ورود کارت، نائو به بررسی ابزارکار پرداخت که اکنون شامل یک باتری نو و یک بمب نوساز می‌شد. دوباره زمان بمبگذاری را ساعت‌های اولیه بامداد دوم می قرار دادند تا هم فرار امکانپذیرتر باشد و هم تلفات به جمعیت بومی نخورد. اما این‌بار بخاطر بیماری، چای نتوانست در عملیات شرکت کند و هونگ جایگزین او شد.حدود ۹ صبح اول می، نائو به خانه هونگ شتافت و به او یک نارنجک دستی تحویل داد و خبردارش نمود که قرار است در یک عملیات شرکت کند. از جزئیات چیز زیادی به او نگفت. شش بعد از ظهر، پس از آنکه نائو بمبها را داخل بلم جاسازی کرد، همراه هونگ با دو بلم داخل رود سایگون شدند و به سمت قسمت تجاری بندر رفتند. در ناحیه توتییم از رودخانه بیرون آمدند و با کارگران محلی که در آنجا زندگی می‌کردند قاطی شدند تا مأموران ویتنام جنوبی شناسایی‌شان نکنند. هنگامی که مترصد زمان مناسب بودند، نائو خلاصه‌ای از اهداف عملیات برای هونگ گفت که غرق کردن بزرگترین کشتی آمریکایی در بندر سایگون بود.کمی پس از شش و نیم بعدازظهر، هنگامی که دو نفر به سمت انبار شماره صفر در قسمت تجاری بندر می‌رفتند، یک قایق گشتی پلیس بدنبال آن‌ها افتاد. نائو به هونگ دستور داد اگر بمبهای آن‌ها کشف شد، نارنجک دستی را بسوی پلیس پرتاب کند تا دونفر بتوانند به سوی دهکده محلی فرار کنند. گشتی پلیس حدود ۲۰ متری بلم نائو ایستاد و فرمانده پلیس از آنان پرسید که چکار می‌کنندنائو ادعا کرد که او و هونگ به آنسوی رودخانه می‌روند تا از بازار لباس نو بخرند و نائو به فرمانده قایق پلیس هزار دانگ ویتنام رشوه داد. پلیس ویتنام جنوبی به رشوه‌خواری شهره بود. پلیس پس از رشوه اجازه داد که دو نفر بگذرند، اما قرار شد هنگام بازگشت هم باز رشوه دهند. وقتی که تکاوران به تونل فاضلاب رسیدند، بمبها را آنگونه سرهم کردند که هر نفر چهل کیلو مواد منفجره در تونل حمل کند.
سرانجام پس از اینکه تکاوران از تونل بیرون آمدند، تا پهلوی کارت شنا کردند که نزدیک دهانه فاضلاب لنگر انداخته بود. بنا به نقشه، دو بمب در کشتی کارگذاشتند، یکی در خَن و دیگری در ناحیه موتور کشتی، کمی بالاتر از سطح آب. بعد از کارگذاشتن بمبها روی بدنه کشتی، نائو هردو بمب را بررسی کرد تا مطمئن شود درست کارمی‌کنند سپس باتری را متصل کرد و تایمر را تنظیم کرد. در ساعت یک و ده دقیقه صبح، بمبها تکمیل شدند و نکاوران بداخل کانال فاضلاب برگشتند. سپس سوار بلم‌های خود شده و به سوی توتییم بازگشتند. قایق گشتی پلیس دگربار منتظر ایشان بود تا رشوه دیگری بستاند. تا نائو و هونگ به گشتی نزدیک شدند، بانگ انفجاری بلند شد و درخششی از سوی ناحیه بندر رخ نمود. گشتی پلیس موتور خود را روشن کرد و به سوی کارت شتافت و رشوه دوم خود را فراموش کرد. .

## پیامدها
برای تکاوران گروه شصت و پنجم عملیات ویژه ویت‌کنگ، انفجار در کارت موفقیت محسوب می‌شد.با طلوع آفتاب در سایگون، کارت ۴۸ فوت (۱۵ متر) در رودخانه فرورفت و موتورخانه آن غرق در آب شد. افزون بر آن، پنج آمریکایی غیرنظامی که در کشتی کار می‌کردند در این حمله جان‌باختند.با واکنش سریع کارکنان کشتی و مقامات محلی، آبگرفتگی داخل کشتی به سرعت بازایستاد و به ثبات رسید. بررسی بعدی نشان داد که انفجار سوراخی در بدنه کشتی به اندازه ۱۲ فوت (۳٫۷ متر) درازا و ۳ فوت (۰٫۹۱ متر) بلندا در کشتی ایجاد نموده‌است.در روزهای بعد، پنج غواص نیروی دریایی آمریکا از فیلیپین به سایگون آمدند تا در کنار چند تیم نجات آمریکایی که از پایگاه ژاپن و فرماندهی ترابری دریایی اعزام شده بودند عمل کنند.بین این غواصان، روی بوهم (به انگلیسی: Roy Boehm) که از بنیان‌گذاران یگان ویژه نیروی دریایی ایالات متحده آمریکا است، ادعا نمود که بقایای مواد منفجره‌ای را یافته‌است که توسط مردان قورباغه‌ای نیروی دریایی آمریکا استفاده می‌شده‌است. بوهم گمان کرده بود که مواد منفجره بکار رفته در حمله، از یک واحد نیروی دریایی ویتنام جنوبی توسط فراریانی دزده شده بوده که بخاطر سوءرفتار یک افسر ویتنام جنوبی فرار کرده بودند.
به یواس‌اس رکلمر، که یک کشتی کمک‌رسان آمریکایی بود و به فیلیپین می‌رفت، دستور داده شد که مسیرش را عوض کند و به سایگون برود.تلاشهای اولیه تیم‌های نجات و غواصان برای پمپ کردن آب از کارت موفقیت‌آمیز نبود و بخاطر خرابی پمپ‌ها و سختی غواصی در آن شرایط امکان شناور کردن کارت وجود نداشت. سرانجام ۱۷ روز طول کشید تا کارت دوباره شناور شود. دو ناو آمریکایی کارت را یدک کشیدند و به محل تعمیر بردند.
بلافاصله پس از غرق شدن کارت، ویتنام شمالی، از این واقعه بهره‌برداری گسترده تبلیغاتی کرد. در ۲۰ اکتبر ۱۹۶۴، دولت ویتنام شمالی برای ستایش از تکاوران ویت‌کنگ، یک تمبر پستی منتشر کرد که ادعا می‌نمودیک ناو هواپیمابر آمریکایی در بندر سایگون غرق شده‌است. نیروی دریایی آمریکا از قبول اینکه کارت حتی برای زمانی کوتاه هم غرق شده سرباززد و تنها اظهارکرد که کارت آسیب دیده و به سرعت تعمیر گشته‌است. .در باقی سال ۱۹۶۴، ویت‌کنگ‌ها اهداف آمریکایی دیگری از قبیل هتل برینکس و پایگاه هوایی بین‌هوا را مورد حمله قرار دادند، اما پاسخ بارزی از سوی ارتش آمریکا داده نشد.کارت در ۱۱ دسامبر ۱۹۶۴ به خدمت برگشت و تا سال ۱۹۷۰ در خدمت باقی ماند تا به ناوگان ذخیره پیوست.